# Furia titanilor
Furia titanilor (titlu original: Wrath of the Titans) (2012) este un film american fantastic de aventură regizat de Jonathan Liebesman. Este o continuare a filmului Înfruntarea titanilor din 2010.

## Distribuție
- Sam Worthington ca Perseus–  fiul semizeu al lui Zeus
- Rosamund Pike ca Andromeda –prințesa a cărei viata Perseus odată a salvat-o și care acum, ca regină, îl urmează pe Perseu în luptă.[3]
- Bill Nighy ca  Hephaestus–zeu căzut
- Édgar Ramírez ca  Ares–zeul trădător al războiului
- Toby Kebbell ca  Agenor–hoț închis și fiul lui Poseidon, care se alătură lui Perseu în călătoria acestuia  spre Tartar
- Danny Huston ca Poseidon–zeul mărilor
- Ralph Fiennes ca Hades–zeul lumii de dincolo
- Liam Neeson ca  Zeus